# Владислав Скочиляс
Владислав Скочиляс (пол. Władysław Skoczylas; 4 квітня 1883, Величка, Австро-Угорщина — 8 квітня 1934, Варшава) — польський художник, графік і скульптор, викладач.

## Життєпис
Народився в містечку Величка, що тоді входила до складу Австро-Угорщини.
Художній центр імперії був розташований в місті Відень. Владислав Скочиляс перебрався у Відень, де навчався в тамтешній Художньо-промисловій школі у 1901—1904 роках. У 1904—1906 роках продовжив навчання в Академії образотворчих мистецтв міста Краків. Опановував як живопис (його вчителі — Леон Вичулковський та Теодор Аксентович), так і скульптуру у Константи Лащки.

## Французький і німецький періоди
У 1910 році молодий художник перебрався до Франції. Працював в Парижі в майстерні французького скульптора Антуана Бурделя. Перебування в Парижі закінчилося 1913 року, коли Владислав Скочиляс перебрався в Німеччину, в місто Лейпциг. Перебування у Відні і в Лейпцигу, де були давні графічні традиції, навернуло молодого художника до опанування ще і графічних технік в Академії графічних мистецтв Лейпцига (офорт та ін.)

## В Польщі
Митець почав працювати в Польщі ще 1908 році як викладач малюнка в Закопаному, коли ще не була відновлена державність країни. По розпаду Австро-Угорщини та Російської імперії в 1918 році Польща отримала незалежність і відновила державність. Скочиляс оселився в Варшаві і 1918 року став ад'юнкт-професором Варшавського технологічного університету. 1922 року він став керівником відділу графіки Варшавської школи красних мистецтв.
1928 року як представник незалежної Польщі брав участь в Олімпійському конкурсі мистецтв і літератури в місті Амстердам, де отримав бронзову нагороду в розділі графіки за акварелі «Св. Губерт», «Діана» та ін. Від 1930 року був членом ради варшавського Інституту пропаганди мистецтва. У 1931—1934 роках був президентом ради інституту.
Помер у Варшаві 8 квітня 1934 року. Похований на Повонзківському цвинтарі.

## Вибрані твори
- «Домініканський монастир у Львові», 1912, офорт
- «Дворище»
- «Гірський пейзаж»
- «Пралі на річці»
- «Збори врожаю фруктів», Катовіце
- «Святий Себастьян», дереворит
- «Св. Христофор», дереворит
- «Богоматір з христом-немовлям», дереворит
- «Ринок в казімежі», дереворит
- «Голова старого горця», дереворит
- «Виступ грабіжників», дереворит
- «Танок», дереворит
- «Залицяння», дереворит
- «Руїни замку. Казімеж»
- «Костел. Казімеж»
- «Кам'яні зерносховища в Казумежі»
- «Танок біля вогнища»
- «Яносика ім'я ніде не зникне»
- «Казімеж взимку»

|                                                      |                                           |                                  |                         |
| «Кам'яні зерносховища в Казімежі» Владислав Скочиляс | «Яносика ім'я ніде не зникне» В. Скочиляс | «Танок над вогнищем» В. Скочиляс | «Залицяння» В. Скочиляс |